# Склеп родини Теленді

## Про родину Теленді
Рід Теленді - це спадкова династія угорських лікарів. Він  мав  німецьке походження та дворянський стан. Достовірно відомо, що Теленді жили в Берегові до 1880 року. Найвідомішим членом цього роду був  Людвіг Теленді.

## Найвідоміший з Теленді
Людвіг Теленді народився в 1805 році у Берегові, та більшу частину свого життя мешкав у селі Великі Береги (тепер Берегівського району), де займав посаду головного лікаря округу. У статті за 1859 рік йдеться, що двері до його приймальні не зачинялися навіть у суботу, і жоден пацієнт не залишився без уваги. До нього приїздили навіть із сусідньої Галіції. Людвіг помер в 1867 році.

## Історія Склепу
Після закінчення Другої світової війни склеп почав потроху занепадати. Найчорніший з  періодів його історії припадає на 70-ті роки минулого століття. Тоді він був повністю розграбований місцевими мешканцями, які, напевно, шукали в могилах колишніх дворян незліченні скарби. Невідомо, чи вдалося їм щось знайти, однак ще довго навколо валялися кістяки, як символ людської бездуховності та жаги до чужих грошей. 
Зараз склеп Теленді відомий виключно як улюблене місце зустрічей прихильників різних субкультур, котрі й завдали йому непоправної шкоди. Однак, ми знаємо що , вони були далеко не першими, хто доклав руку до його занепаду.

## Стан склепу на сьогодні
На фасаді ще збереглися маленькі янголята, а вхід оздоблений старовинною рамою, хоча від дверей не залишилося й сліду. Зелений плющ охайно обплітає одну зі стін, піднімаючись до самого даху. На ньому вже давно прижилися дерева, котрі своїм корінням прискорюють руйнацію цієї дивовижної споруди.
Всередині, під стелею, збереглася дошка з іменами володарів склепу, які, ймовірно, його й побудували. Під нею знаходяться ще дві, а в підлозі розташований прямокутний отвір – місце для поховання. Колись там була кам’яна плита, сліди якої так і не вдалося відшукати. Уздовж стін побіля входу є ще два надгробки один проти одного.
Колись його прикрашали дві скляні вази для квітів зеленого кольору. Їхні залишки можна побачити й нині. На одному з надгробків помітні сліди позолоти, якою виводили дати життя покійних. Навколо – багато сміття, на стінах – графіті та свастики поверх опадаючої побілки. 